# Yeşim Ustaoğlu
Yeşim Ustaoğlu   (Sarighamish, 18 de novembre de 1960) és una guionista i directora de cinema turca.
Llicenciada en arquitectura, va treballar durant anys com a arquitecta, periodista i crítica de cinema, alhora que produïa els seus primers curts. El seu primer llargmetratge İz ('La pista') va competir al Festival de Cinema de Moscou el 1994, però va guanyar fama internacional especialment arran de la pel·lícula Güneşe Yolculuk ('Viatge al sol', 1999), on narra l'amistat entre un turc i un kurd i que va ser premiada al Festival de Cinema de Berlín. Amb Pandora'nın Kutusu ('La caixa de Pandora', 2008) va guanyar la Conquilla d'Or a la millor pel·lícula i a la millor actriu (per Tsilla Chelton) al Festival de Cinema de Sant Sebastià.